# Salinelles
Salinelles ist eine französische Gemeinde mit 558 Einwohnern (Stand: 1. Januar 2022) im Département Gard in der Region Okzitanien. Sie gehört zum Arrondissement Nîmes und zum Kanton Calvisson. Die Einwohner werden Salinellois genannt.

## Geografie
Salinelles liegt etwa 23 Kilometer westsüdwestlich von Nîmes und etwa 26 Kilometer nordnordöstlich von Montpellier am Vidourle. Umgeben wird Salinelles von den Nachbargemeinden Lecques im Norden, Fontanès im Nordosten und Osten, Villevieille im Südosten, Sommières im Süden, Aspères im Westen sowie Gailhan im Nordwesten.

## Bevölkerungsentwicklung
| Jahr                       | 1962 | 1968 | 1975 | 1982 | 1990 | 1999 | 2006 | 2020 |
| -------------------------- | ---- | ---- | ---- | ---- | ---- | ---- | ---- | ---- |
| Einwohner                  | 251  | 261  | 232  | 276  | 355  | 418  | 446  | 553  |
| Quellen: Cassini und INSEE |      |      |      |      |      |      |      |      |

## Sehenswürdigkeiten
- Protestantische Kirche aus dem Jahre 1827, Monument historique seit 1991
- Kapelle Saint-Julien von Montredon aus dem 11./12. Jahrhundert, seit 1973 Monument historique
- Katholische Kirche
- Schloss im Ortszentrum

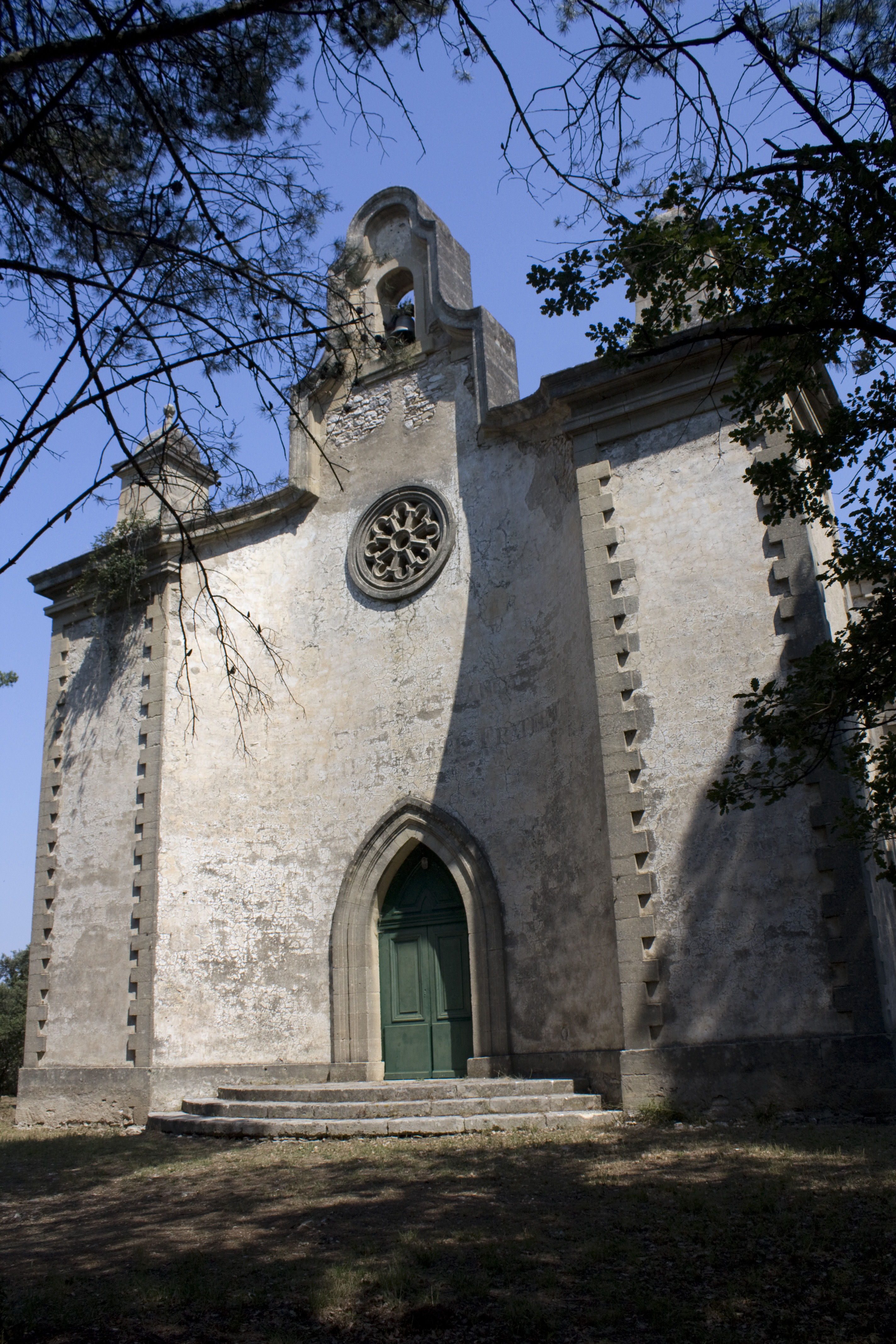
Protestantische Kirche
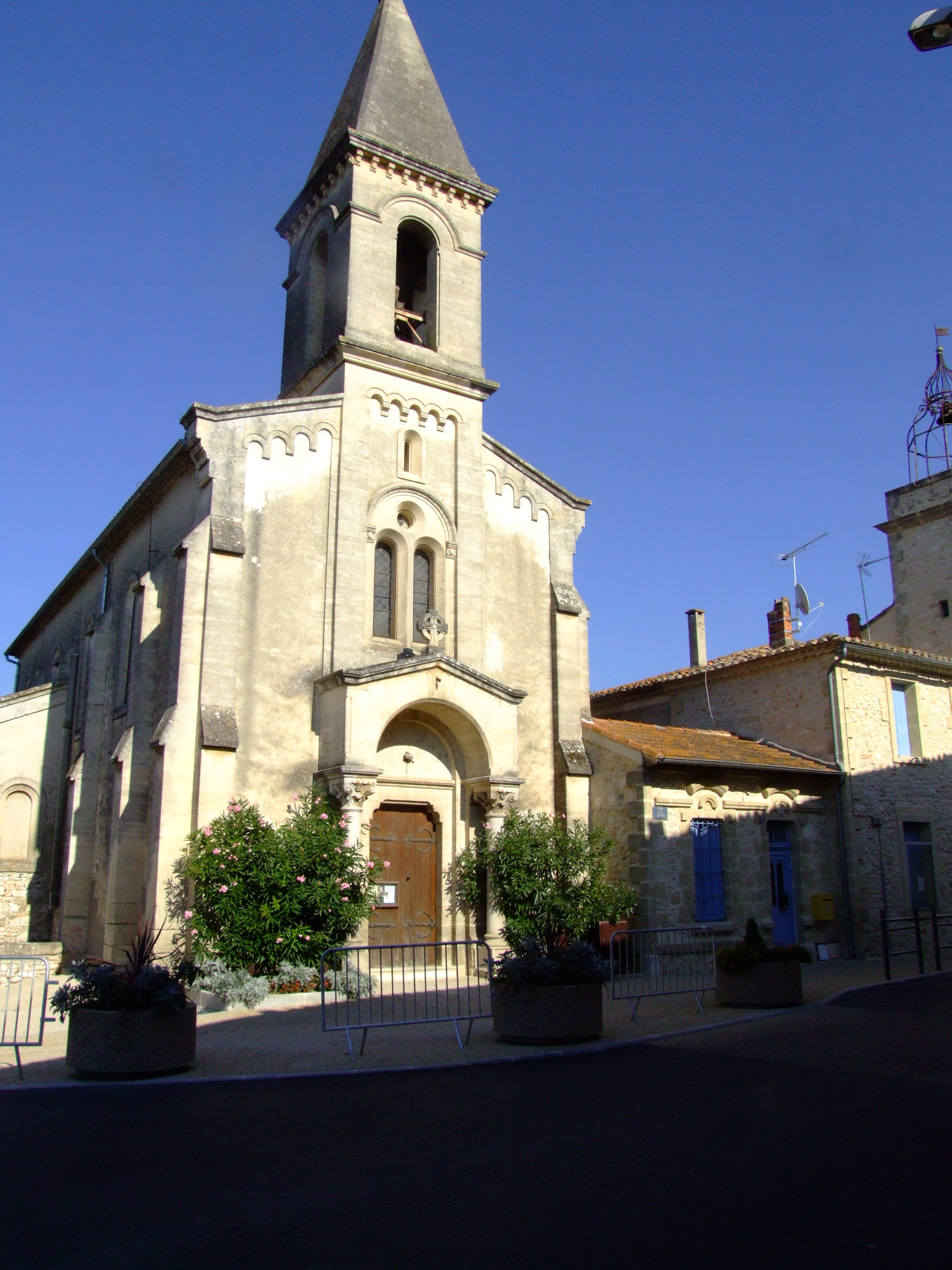
Katholische Kirche
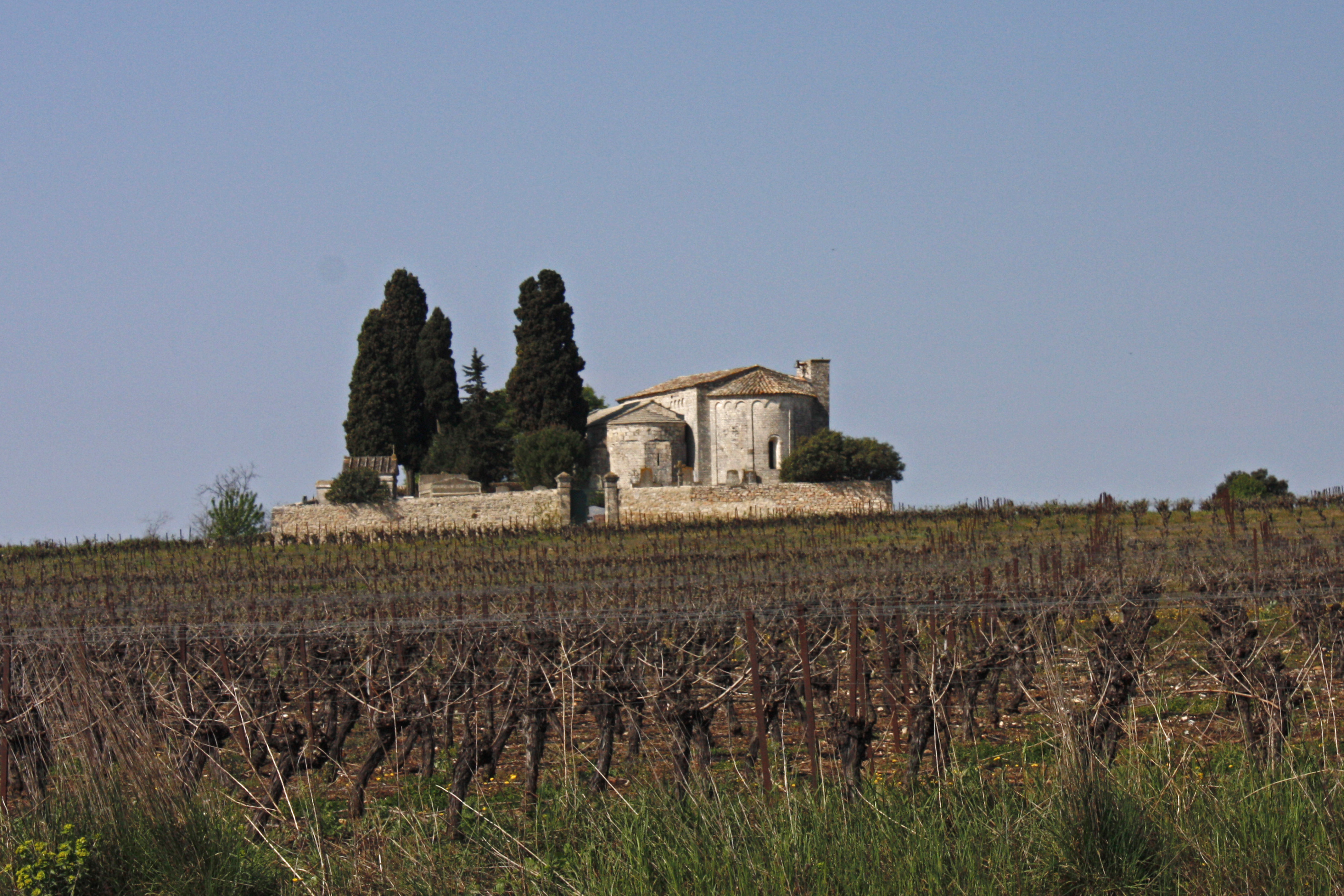
Kapelle Saint-Julien
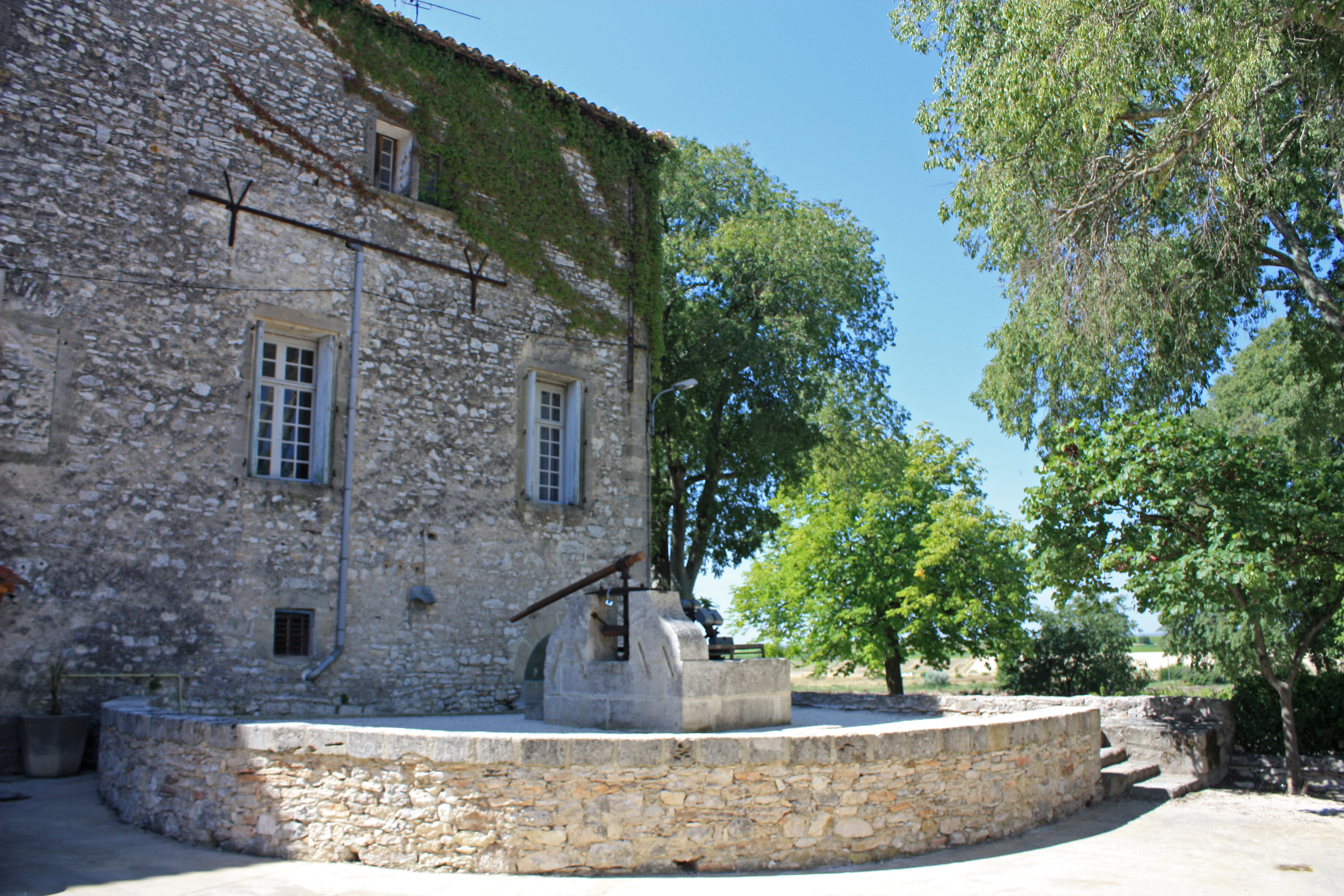
Schloss im Ortszentrum
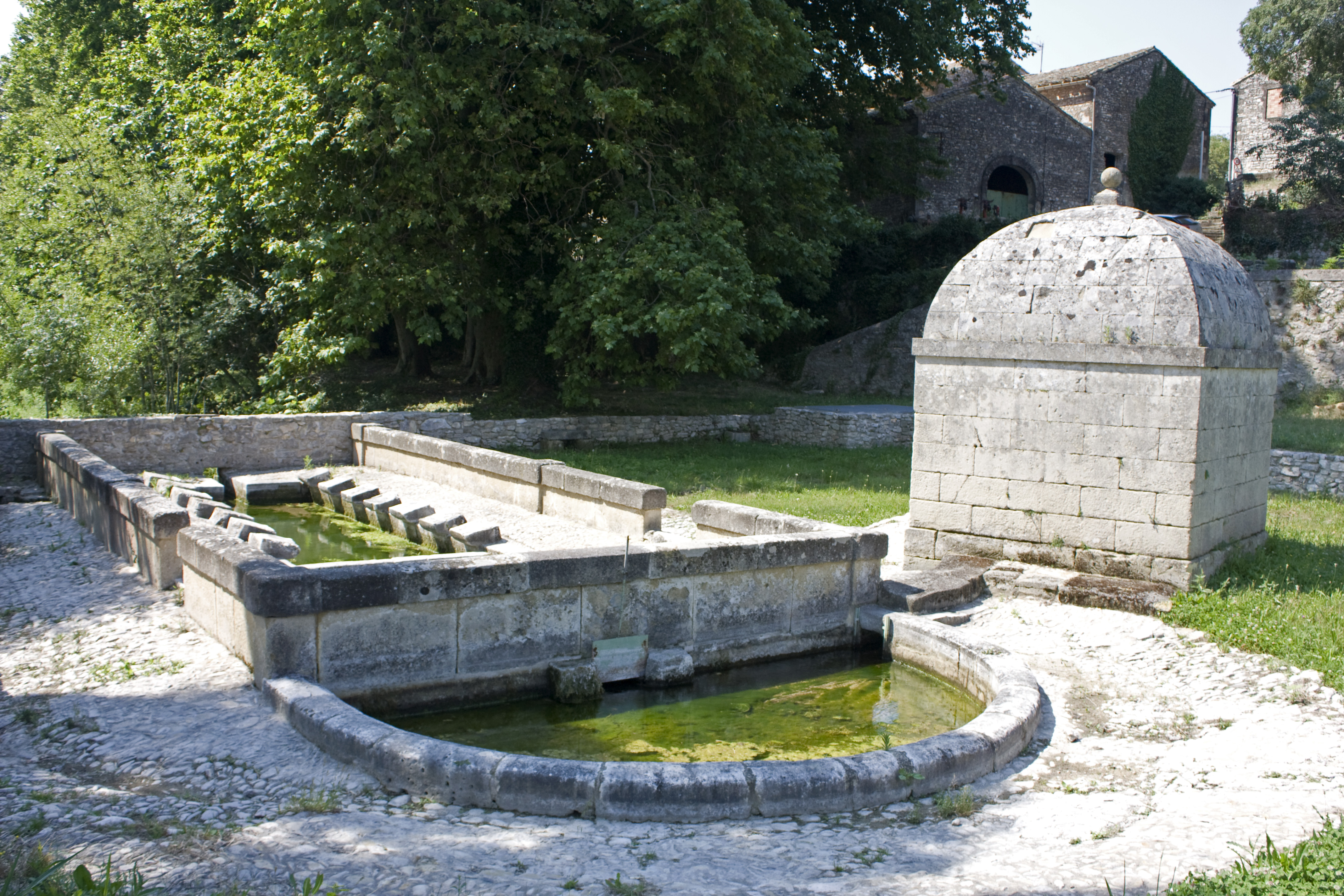
Ehemaliger öffentlicher Waschplatz